# Kino-kawa
Le fleuve Ki (紀の川, Kino-kawa) est un cours d'eau du Japon qui traverse les préfectures de Wakayama et Nara.

## Géographie

### Situation
Long de 136 km, le fleuve Ki prend sa source au mont Ōdaigahara (1 695 m), dans le sud-est du village de Kawakami (préfecture de Nara),. Appelé fleuve Yoshino dans la préfecture de Nara, son cours s'étire jusqu'à la limite nord-ouest de Kawakami et traverse le sud du bourg de Yoshino. Prenant une direction plein ouest, il longe la limite sud du bourg d'Ōyodo, la limite nord de celui de Shimoichi puis le nord de Gojō. Dans la préfecture de Wakayama, le fleuve serpente le long de la limite nord du bourg de Kudoyama, dans le centre de Hashimoto et de Katsuragi. Il creuse son lit d'est en ouest dans la ville de Kinokawa puis dans le sud d'Iwade. Dans l'ouest de Wakayama, le cours d'eau atteint son embouchure : le canal de Kii,.
Le bassin versant du fleuve Ki s'étend sur 1 750 km2, d'est en ouest, dans le centre de la préfecture de Nara et le nord de celle de Wakayama,.